# Marco Cornez
Marco Antonio Cornez Bravo (Santiago del Cile, 15 ottobre 1958 – Santiago del Cile, 21 maggio 2022) è stato un calciatore cileno, di ruolo portiere. Ha segnato un totale di 24 gol in carriera, tutti su calcio di rigore.

## Carriera

### Club
Dopo il debutto con il Palestino nella stagione 1978, si trasferisce all'Universidad Católica, dove rimane per 6 anni, vincendo due titoli nazionali (1984 e 1987). Nel 1991 passa al Deportes Antofagasta, rimanendoci fino al 1993. Nel 1994 gioca la stagione al CD Everton di Viña del Mar, prima di ritirarsi nel Club Deportivo Municipal Iquique, dopo una stagione da 5 gol in 31 presenze. È il nono portiere per numero di gol segnati 

### Nazionale
Ha giocato in nazionale dal 1982 al 1995, partecipando a cinque edizioni della Copa América. Non ha mai segnato con la maglia della rappresentativa cilena, dove era impegnato prevalentemente come portiere di riserva.

## Palmarès
- Campionato cileno: 2

Universidad Católica: 1984, 1987